# Dundalk Bulls
Die Dundalk Bulls waren ein irischer Eishockeyclub aus Dundalk, der 2007 gegründet wurde und bis 2010 in der Irish Ice Hockey League spielte.

## Geschichte
Die Dundalk Bulls wurden 2007 anlässlich der Gründung der Irish Ice Hockey League gegründet und gewannen gleich in ihrer ersten Spielzeit die Irische Meisterschaft. Im Finale wurden die Dublin Rams mit 6:3 geschlagen. Als Landesmeister nahmen die Dundalk Bulls am IIHF Continental Cup 2008/09 teil. In der ersten Qualifikationsrunde, die im serbischen Novi Sad ausgespielt wurde, mussten die Bulls gegen die Gastgeber und den späteren Gruppensieger HK Novi Sad, KHL Mladost Zagreb aus Kroatien und HK Slawia Sofia aus Bulgarien antreten und schieden als Gruppendritter aus. Am 21. September 2008 fuhr Dundalk mit einem 6:4 (2:0, 2:3, 2:1) über Slawia Sofia seinen ersten Europapokal-Sieg ein.
2010 wurde die Spielstätte der Mannschaft, der Dundalk Ice Dome, geschlossen und die Bulls stellten den Spielbetrieb ein.

## Erfolge
- Irischer Meister: 2008, 2009

## Stadion
Die Heimspiele der Dundalk Bulls wurden im Dundalk Ice Dome in Dundalk ausgetragen.  